# Köttinger See
Der Köttinger See liegt im Gemeindegebiet der Stadt Erftstadt in Nordrhein-Westfalen und ist Teil der Villeseen. Er ist als Landschaftsschutzgebiet ausgewiesen.

## Lage und Beschreibung
Der Köttinger See ist mit einer Wasserfläche von 41,5 Hektar einer der größeren Ville-Seen und gehört mit diesen zum Naturpark Rheinland. Er befindet sich nördlich der Ortschaft Köttingen zwischen dem Concordiasee im Westen und dem Dinnendahlsee (auch Roddersee) im Osten. Zufluss erhält er im Norden vom Kocherbach und aus dem Zieselsmaar sowie im Osten vom Dinnendahlsee. Der Abfluss verläuft über eine Kaskade in den Concordiasee.
Im Einzugsgebiet des Köttinger Sees befinden sich mehrere Altlasten. Nördlich gelegen befindet sich eine Trockenaschekippe, die mit Löß abgedeckt und heute teilweise versumpft ist. Im Westen sowie am Südufer liegen zwei weitere Altlasten.

## Entstehung und Geschichte
Wie alle Seen der Villeseen entstand auch der Köttinger See mit dem Ende des Braunkohletagebaus. Er entstand im Jahr 1955 im Bereich der ehemaligen Grube Vereinigte Ville und ist damit einer der jüngsten Seen der Seenplatte. Während des Braunkohletagebaus wurde das Gewässer zur mechanischen Reinigung von Fabrik- und Kraftwerksgewässern genutzt.
Seit 1972 gehört der See zu einem Landschaftsschutzgebiet und wurde bis vor einigen Jahren von Anglern genutzt. Mittlerweile wurden im See ganzjährig geschützte Laichzonen eingerichtet, die nicht befischt und betreten werden dürfen.

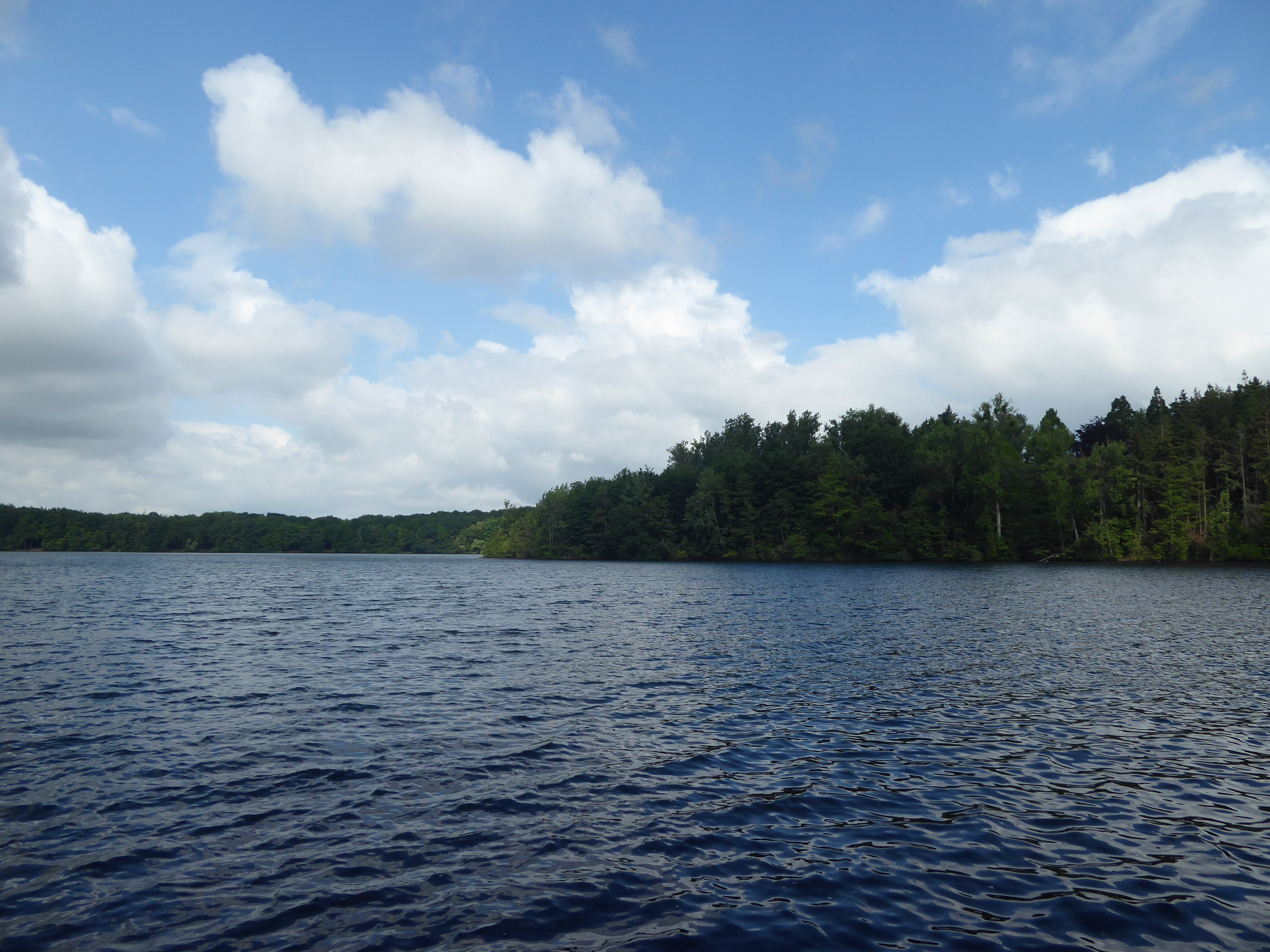
Köttinger See von Süden aus gesehen